# Krzysztof Michalec
Krzysztof Jan Michalec – polski leśnik, doktor habilitowany nauk rolniczych, adiunkt na Uniwersytecie Rolniczym im. Hugona Kołłątaja w Krakowie, specjalista od użytkowania lasu.

## Kariera naukowa
W 2000 roku na Uniwersytecie Rolniczym im. Hugona Kołłątaja w Krakowie uzyskał tytuł magistra inżyniera w zakresie leśnictwa. W 2006 roku na Wydziale Leśnym tej samej uczelni uzyskał stopień doktora nauk rolniczych w zakresie leśnictwa na podstawie rozprawy pt. Zróżnicowanie jakości bazy surowcowej świerka pospolitego [Picea abies (L.) Karst.] w Polsce, której promotorem była Anna Barszcz. W tym samym roku został zatrudniony na tejże uczelni, a w 2023 roku uzyskał na niej stopień doktora habilitowanego nauk rolniczych w dyscyplinie nauk leśnych na podstawie pracy pt. Wpływ warunków wzrostu i lokalizacji drzewostanów świerkowych na wybrane cechy makrostruktury i gęstość drewna.